# Josi Benajun
Josi Šaj Benajun (hebrejsky: יוסף שי בניון, anglicky: Yossi Benayoun; * 5. květen 1980 Dimona) je bývalý izraelský profesionální fotbalista, který hrával na pozici křídelníka. Svou hráčskou kariéru ukončil v květnu 2019 v domácím klubu Bejtar Jeruzalém. Mimo Izrael hrál španělskou nejvyšší soutěž za Racing de Santander a působil v pěti různých klubech v Anglii, z nichž se nejvíce proslavil v Liverpoolu. Mezi lety 1998 a 2017 odehrál také 102 utkání v dresu izraelské reprezentace, ve kterých vstřelil 24 branek.
V roce 2001 byl vyhlášen izraelským Fotbalistou roku.

## Klubová kariéra

### Izraelské kluby
S fotbalem začínal v celku Ha-Po'el Beerševa FC, který je vzdálen 60 km od jeho rodného města. Aby se mohl zúčastnit zápasů, musel se svým otcem pravidelně autostopovat, protože o víkendu nejezdila veřejná doprava.
Již od svého útlého mládí byl považován za obrovský talent nejen izraelské kopané. V patnácti letech byl, s celou svojí rodinou, pozván na testy do Ajaxu Amsterdam, kde se stal nejlepším střelcem ve své věkové kategorii. Ajax mu proto nabídl čtyřletou smlouvu, kterou ale Yossi nepodepsal, protože jeho rodina se nedokázala v Amsterdamu plnohodnotně usadit. Benajun se tak vrátil do vlasti po pouhých osmi měsících pobytu. Toto rozhodnutí mu bylo, jako velké izraelské naději, v rodné zemi hodně vyčítáno.
Prosadil se do prvního týmu Hapoel Beerševy v sedmnácti letech. Přestože se hned v první sezóně blýskl patnácti góly, nedokázal zachránit Hapoel v nejvyšší izraelské soutěži. Na konci ročníku se tak stěhoval do mnohem úspěšnějšího Makabi Haifa. V sezoně 1998/99, kdy Makabi trénoval i Dušan Uhrin, dovedl Haifu až do čtvrtfinále Poháru vítězů pohárů. V roce 1999 údajně odmítl na příkaz trenéra vystřídat, což však, ruku v ruce se špatnými výsledky, stálo místo paradoxně tehdejšího trenéra Eliho Kohena. Na jeho místo nastoupil Avram Grant, který v následujících dvou sezónách získal s Makabi dva tituly, přičemž především na prvním z nich se Benajun podílel jako klíčová postava mužstva, když byl vyhlášen nejužitečnějším hráčem sezóny.

### Racing de Santander
V roce 2002 jej koupil španělský tým Racing de Santander. Přestože se mu osobně v Santanderu relativně dařilo, tým skončil v následujících třech sezonách La Ligy na 16. místě – jen těsně nad zónou sestupu. Na konci třetí sezóny se ho proto Racing rozhodl prodat. Hlavním zájemcem bylo moskevské CSKA, které nabízelo za Benajuna 5 milionů eur. Josi se však rozhodl vábení odolat, toužil totiž po angažmá v anglické Premier League. To se mu nakonec splnilo, když ho za 2,5 milionů liber koupil, tehdy čerstvě prvoligový, West Ham.

### West Ham United FC
Pod trenérem Alanem Pardewem se napevno usadil v základní jedenáctce londýnského klubu. V úvodní sezóně se navíc West Ham dostal až do finále FA Cupu, kde prohrál s FC Liverpool až po penaltovém rozstřelu. V dalším ročníku se West Hamu však vůbec nedařilo, tým se zachránil až v posledním kole senzační výhrou na Old Trafford, když Benajun v závěru utkání vyhlavičkoval z branky střely Kierana Richardsona a Alana Smitha. Po konci sezóny se s "kladiváři" dohodl na nové, čtyřleté, smlouvě. Tu už však nepodepsal, jelikož za 5 milionů liber přestoupil do Liverpoolu FC.

### Liverpool FC
V Liverpoolu byl, společně s Ryanem Babelem, představen 13. července 2007. Jeho oblíbené číslo 15 bylo tehdy obsazeno – oblékal ho Peter Crouch – proto si Yossi vybral jedenáctku. I v Liverpoolu se prosadil do sestavy, ve své první sezóně odehrál celkem 48 zápasů a připsal si 11 úspěšných zásahů. Zpočátku dalšího ročníku, kdy už nosil po odchodu Crouche číslo 15, se však už v základní sestavě neobjevoval tak často, to se změnilo až po zranění Stevena Gerrarda. Benajun se ke konci sezóny stal střelcem veledůležitých gólů pro Liverpool FC. Ten pravděpodobně nejcennější vsítil hlavičkou v osmifinále Ligy mistrů do sítě Realu Madrid, což zajistilo Liverpoolu vítězství 1:0 ze Santiago Bernabéu.

### Chelsea FC
V létě roku 2010 přestoupil k úřadujícím mistrům Anglie Chelsea FC kvůli neshodám s trenérem Liverpoolu Rafaelem Benítezem. V Chelsea FC dostal dres s číslem 10.
Do jarního šestnáctifinále Evropské ligy 2012/13 byl Chelsea přilosován český klub AC Sparta Praha, Benajun nastoupil 14. února 2013 v Praze v 68. minutě, anglický celek zvítězil 1:0 gólem mladého brazilského fotbalisty Oscara. 15. května 2013 slavil se spoluhráči titul v Evropské lize po vítězství 2:1 ve finále nad Benfikou Lisabon, i když v zápase nenastoupil. V červnu 2013 mu vypršela smlouva s Chelsea a novou mu klub nenabídl.

#### Arsenal FC, West Ham (hostování)
Po nepříliš vydařeném roce (i kvůli zraněním) v Chelsea, odešel Benajun v létě roku 2011 na celosezónní hostování do londýnského Arsenalu. V další sezoně ho opět Chelsea uvolnila na hostování, tentokrát se upsal West Hamu, tam ale i kvůli zranění odehrál jen šest utkání, ve kterých se mu nepovedlo vstřelit branku.

### Queens Park Rangers FC
10. prosince 2013 se připojil k druholigovému anglickému týmu Queens Park Rangers, ve kterém podepsal smlouvu do konce sezony 2013/14.

### Makabi Haifa (návrat)
Po sezoně 2013/14 odešel do izraelského klubu Makabi Haifa, kde působil již v minulosti. Podepsal dvouletý kontrakt.

## Reprezentační kariéra
Byl členem izraelského týmu do šestnácti let, který na evropském šampionátu šestnáctiletých získal v roce 1996 bronzovou medaili.
V seniorské reprezentaci debutoval v osmnácti letech, když nastoupil proti Portugalsku. V devatenácti si připsal zatím svůj jediný reprezentační hattrick, když třemi góly asistoval na debaklu San Marina 8:0.
Na začátku kvalifikace na EURO 2008 se stal izraelským kapitánem. Je znám svou národností hrdostí, kterou nejednou prokázal i za cenu možného zdravotního následku. Například důležitý kvalifikačním zápas proti Chorvatsku hrál pod injekcemi, přestože věděl, že injekce mohou jeho zranění ještě zhoršit. To se nakonec potvrdilo a Benajun musel tehdy vynechat další tři týdny bez tréninku.

## Úspěchy

### Klubové
Makabi Haifa
- 2× vítěz izraelské ligy (2000/01, 2001/02)
- Finále izraelského poháru (2002)

West Ham United 
- Finále FA Cupu (2006)

Liverpool FC
- 2. místo v Premier League (2008/09)

### Individuální
- izraelský Fotbalista roku (2000/01)[1]